# Гавриленко, Евдокия Малаховна
 Гавриленко, Евдокия Малаховна (род. 14 августа 1915 года в д. Квартяны Горецкого района Могилёвской области) — Герой Социалистического Труда. 

## Биография
В сельском хозяйстве работала с 15 лет. В 1945—1947 гг. избиралась председателем колхоза «Красная Белоруссия», работала дояркой, заведующей фермой, кладовщицей в колхозе им. Жданова Горецкого района в 1947—1978 годах. В 1965 году стала одной из первых доярок — трехтысячниц в БССР.
Звание Героя присвоено в 1966 году за успехи в развитии животноводства, увеличении производства и заготовок мяса и молока 
Избиралась депутатом Могилёвского областного Совета и Горецкого районного Совета. Участник ВДНХ СССР (1967).

## Награды
- Медаль «Серп и Молот»
- Орден Ленина
- Орден Трудового Красного Знамени (1958)

## Память
В её честь на аллее Героев Советского Союза и Социалистического Труда в г. Горки Могилёвской области установлен памятный знак.